# ألبرتو جينيس لوبيز
ألبرتو جينيس لوبيز (مواليد 23 أكتوبر 2002) هو لاعب تسلق رياضي إسباني، فاز بالميدالية الذهبية في أولمبياد 2020.